# Ashbrook (cráter)
Ashbrook es un gran cráter de impacto que se encuentra en las proximidades del polo sur en la cara oculta de la Luna, por lo que no se puede ver directamente desde la Tierra. La cara este del cráter ha sido cubierta por el cráter Drygalski de tamaño similar, y más de la mitad de la plataforma interior de Ashbrook está cubierta por las rampas exteriores y las eyecciones de Drygalski. Al noroeste está la llanura amurallada del cráter Zeeman.
|  |

Los restos del borde externo de Ashbrook están muy desgastados y erosionados por impactos posteriores, aunque gran parte de la formación original es todavía visible. Si el cráter tuvo alguna vez un pico central, ahora estaría enterrado por el material expulsado desde Drygalski. Solo una sección de la plataforma interior cerca del borde suroeste es plana, estando marcada únicamente por pequeños cráteres.
Este cráter fue designado previamente Drygalski Q antes de ser renombrado por la Unión Astronómica Internacional.

## Referencias

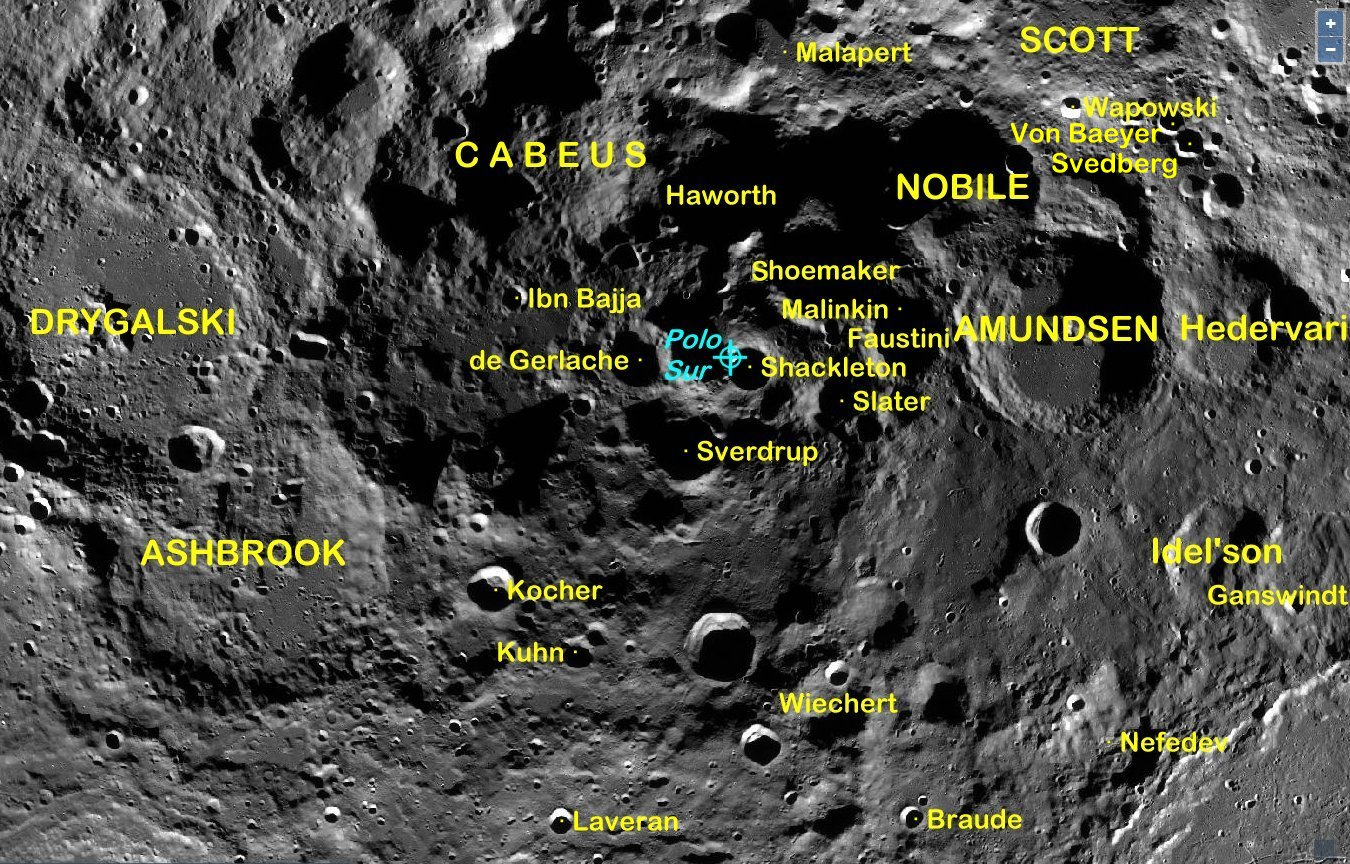
Entorno de Ashbrook, próximo al polo sur lunar (izquierda de la imagen)